# Aposphaerion unicolor
Aposphaerion unicolor là một loài bọ cánh cứng trong họ Cerambycidae.